# Kornstad
Kornstad är en kyrkby i Averøy kommun i Møre og Romsdal fylke i Norge. Byn ligger vid fylkesväg 6072 och Kornstadfjorden, på västra sidan av ön Averøya. Här finns Kornstads kyrka.
Byn utgjorde tidigare centralort i dåvarande Kornstads kommun.